# Bahnhof Glauburg-Glauberg
Der Bahnhof Glauberg ist ein Bahnhof im Ortsteil Glauberg der Gemeinde Glauburg in der Wetterau. 2001 wurde der Haltepunkt in Glauburg-Glauberg umbenannt.

## Geschichte
Der Bahnhof wurde am 1905 eröffneten Streckenabschnitt Heldenbergen-Windecken–Stockheim der Niddertalbahn durch die Königlich Preußische Staatseisenbahn errichtet.
Das Empfangsgebäude, ein Typenbau von 1905, wurde in oberhessischer Tradition mit renaissancistischen Formen errichtet. Das Gebäude hat einen T-förmigen Grundriss und einen Treppengiebel in der Straßen- sowie einen Fachwerkgiebel in der Streckenfassade.
1967 wurde am Bahnhof der Güterverkehr eingestellt und das Ladegleis abgebaut. Der Personenverkehr wurde 1975 auf die Werktage reduziert und der Betrieb an Samstagnachmittagen sowie an Sonn- und Feiertagen eingestellt. Am Bahnhof wurde 1990 ein Fahrkartenautomat und eine Halbschranke in Betrieb genommen.
1992 ging das Eigentum am Bahnhofsgebäude auf die Gemeinde Glauburg über. 1993 wurden neue Bahnsteige und ein Park-and-ride-Parkplatz fertiggestellt.
Nach der Privatisierung des vernachlässigten Empfangsgebäudes 2004 wird das zwischen 2006 und 2007 restaurierte Bahnhofsgebäude als Landgasthof am Vulkanradweg genutzt. Für die Sanierungsarbeiten wurde es 2008 mit dem Denkmalschutzpreis ausgezeichnet.

## Verkehr
Am Bahnhof Glauburg-Glauberg halten heute alle Regionalbahn-Züge der Relation Glauburg-Stockheim – Nidderau – Bad Vilbel (–Frankfurt Hbf) im Stundentakt. Zur Hauptverkehrszeit wird dieser auf einen Halbstundentakt ausgeweitet, wobei einige Züge in Bad Vilbel beginnen beziehungsweise enden.
| Linie | Verlauf | Takt                                       |
| ----- | --- | ------------------------------------------ |
| RB 34 | Niddertalbahn: (Frankfurt (Main) Hbf – Frankfurt (Main) West –) (werktags) Bad Vilbel – Bad Vilbel-Gronau – Niederdorfelden – Schöneck-Oberdorfelden – Schöneck-Kilianstädten – Schöneck-Büdesheim – Nidderau-Windecken – Nidderau – Nidderau-Eichen – Altenstadt-Höchst – Altenstadt (Hess) – Altenstadt-Lindheim – Glauburg-Glauberg – Glauburg-Stockheim Stand: Fahrplanwechsel Dezember 2021 | 30/60 min (wochentags) 60 min (Wochenende) |